# Viluppuram
Viluppuram är en stad i den indiska delstaten Tamil Nadu, och är huvudort för ett distrikt med samma namn. Folkmängden uppgick till 96 253 invånare vid folkräkningen 2011.